# Reckershausen (Niedersachsen)
Reckershausen ist ein Ortsteil der Gemeinde Friedland im Landkreis Göttingen in Niedersachsen.

## Lage
Reckershausen liegt am Osthang des Leinetals und nur wenige Kilometer vom Dreiländereck Niedersachsen-Hessen-Thüringen entfernt. Der Ort erstreckt sich bis direkt an die Leine und wird von dem 372 m hohen, bewaldeten Steinkopf überragt.

## Geschichte
Seit wann Reckershausen kontinuierlich besiedelt ist, ist nicht bekannt. Die erste urkundliche Erwähnung, auf die sich die Jubiläumsfeiern des Ortes beziehen, findet sich in einer im 12. Jahrhundert auf das Jahr 997 gefälschten Urkunde Kaiser Ottos III., wo der Ort als Rikkereshusen erwähnt ist. Die zweite urkundliche Erwähnung stammt aus dem Jahr 1247, der Ortsname lautet dort Rickersen. Im 14. Jahrhundert hatten die Landgrafen von Hessen umfangreiche Rechte in Reckershausen an die Herren von Rusteberg verlehnt. Im Jahre 1491 ist in Reckershausen ein Vorwerk erwähnt, aus dem zwei Meierhöfe der Herren von Bodenhausen auf Niedergandern hervorgingen. Dieses Adelsgeschlecht hatte auch das Patronat über Kirche und Schule inne, das für die Kirchengemeinde bis heute gilt.
Der Ort gehörte bis nach 1815 zum hessischen Amt Ludwigstein/Witzenhausen. Während der französischen Besetzung gehörte der Ort zum Kanton Friedland im Königreich Westphalen (1807–1813). Nach 1815 kam der Ort an das Königreich Hannover (Amt Friedland).
Reckershausen wurde am 1. Januar 1973 in die Gemeinde Friedland eingegliedert.

## Politik

### Ortsrat
Der Ortsrat setzt sich aus fünf Ratsfrauen und Ratsherren zusammen.
- Wählergemeinschaft Reckershausen: 5 Sitze

(Stand: Kommunalwahl am 12. September 2021)

## Kultur und Sehenswürdigkeiten

### Gutshof

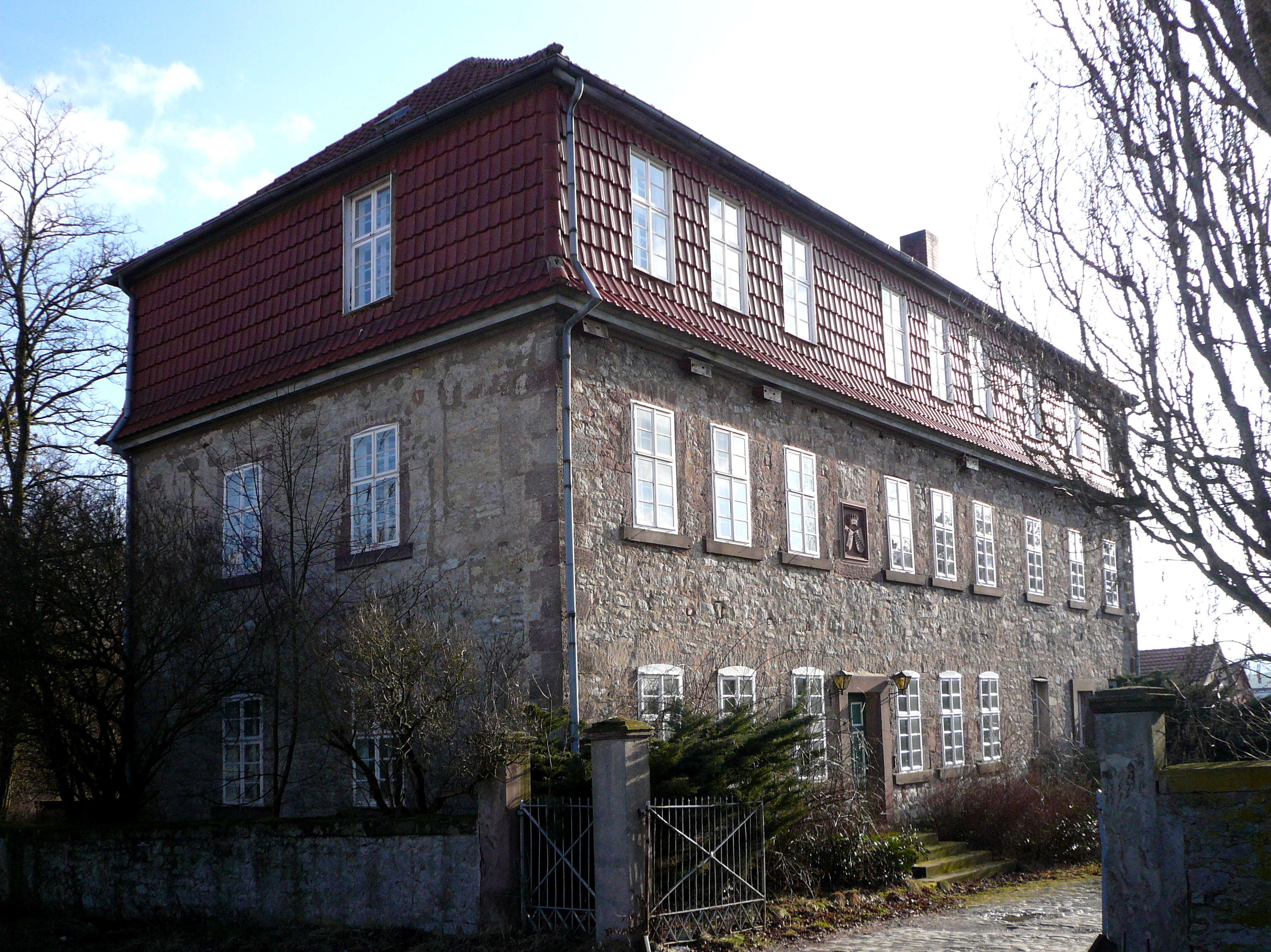
Herrenhaus des Gutshofes v. Bodenhausen

Der im Südwesten des Ortes gelegene Gutshof der Herren von Bodenhausen ist prägend für die Ortsgeschichte und das Ortsbild. Das schlichte Herrenhaus wurde in der zweiten Hälfte des 18. Jahrhunderts errichtet und war ursprünglich ein zweigeschossiger Bruchsteinbau mit Fenstereinfassungen und Eckausbildungen aus behauenen Quadern mit neun Fensterachsen, der im 19. Jahrhundert durch den Freiherrn Arthur von Bodenhausen (Gutsherr in Reckershausen von 1851 bis 1863) durch ein Fachwerkobergeschoss aufgestockt wurde. Das Obergeschoss wurde später mit Dachziegeln behängt, so dass der Eindruck eines steilen Mansarddaches entsteht. 1963 verkauften die Bodenhausen aus Niedergandern das Gut an Joachim-Hans von Einsiedel-Syhra und seine Gemahlin Elisabeth geb. von Alten-Linden. Ihnen folgte der Sohn Curt-Hildebrand von Einsiedel-Wolftitz (wohnhaft auf Schloss Schönach).

### Kirche

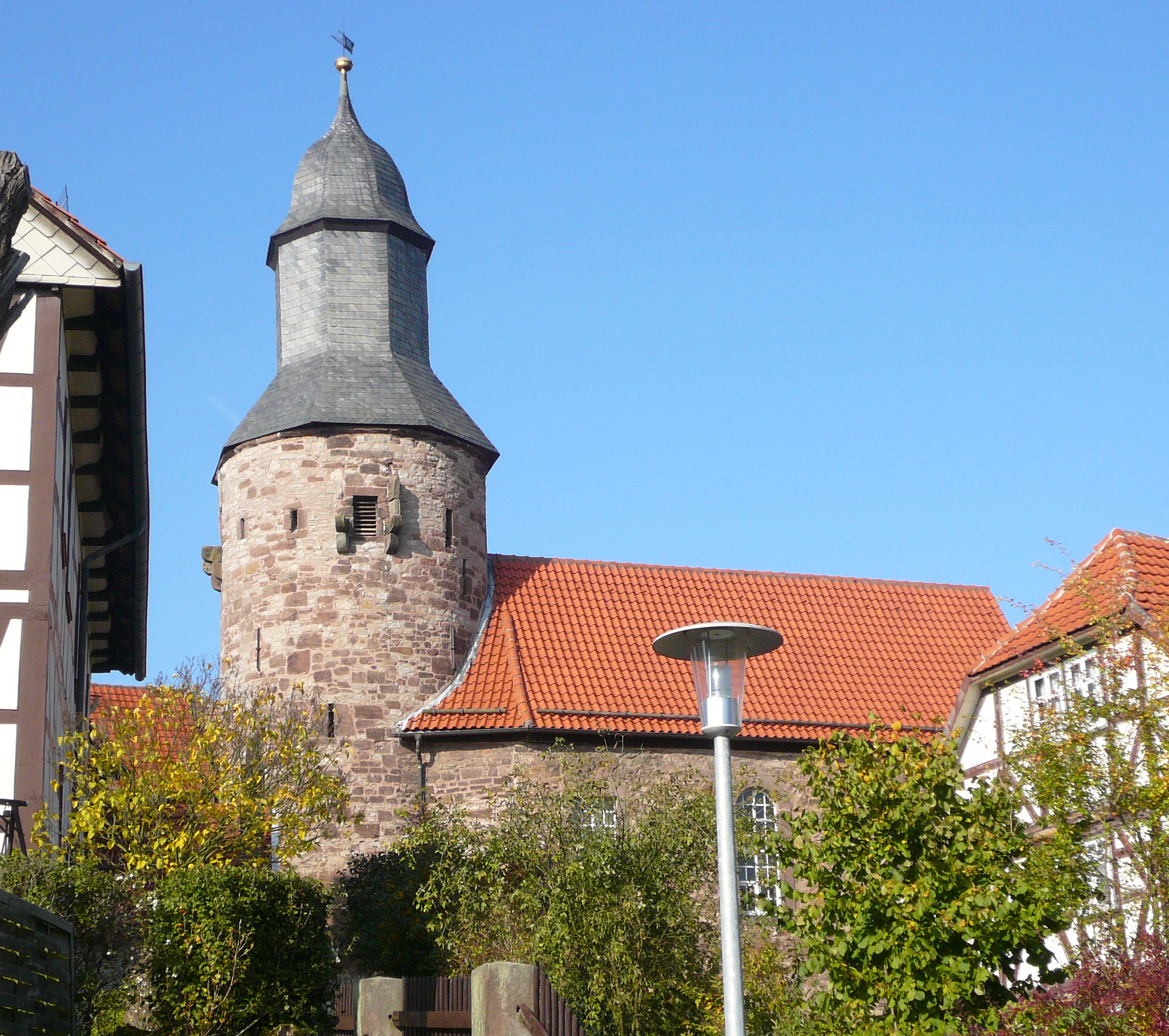
Dorfkirche von Reckershausen

Eine Besonderheit unter den niedersächsischen Dorfkirchen – vom Erscheinungsbild vergleichbar höchstens mit der Wehrkirche in Sattenhausen – stellt die östlich oberhalb des Ortskerns am Thieberg gelegene Kirche dar. Der schlichte Saalbau wurde im 15. Jahrhundert östlich an einen älteren Rundturm angebaut, der mit seinen teils zugemauerten engen Fensterschlitzen und den Resten von Erkern noch heute den wehrhaften Charakter des Turmes erkennen lässt. Bei dem um 1308 erbauten Turm, der auch das Wappen des Ortes ziert, hat es sich ab 1410 um eine Warte der südlichen Landwehrlinie  der Göttinger Landwehr gehandelt. Ende des 18. Jahrhunderts wurde das Kirchenschiff umgebaut und der Turm erhielt eine achteckige Turmhaube. Das später im Westen in den Turm eingebrochene Portal weist mit dem Datum 1821 auf weitere Umbaumaßnahmen an der Kirche hin. Die heutige Innenausstattung erhielt die Kirche im 20. Jahrhundert unter Verwendung von Teilen des ehemaligen barocken Kanzelaltars.

### Madeburg
Im Wald auf einem Bergsporn des Steinkopfes unmittelbar nördlich von Reckershausen an der östlichen Schmalstelle des Leinebeckens gegenüber der ehemaligen Burg Friedland befindet sich eine zweiphasige Burganlage, die Madeburg. Mehrere Terrassen und Wälle sind im Gelände erhalten, Keramikfunde wurden ins 10. Jahrhundert datiert. Bei Ausgrabungen konnte als Kernstück des einen Wallzuges eine Befestigung aus einer vermörtelten Mauer von 1,60 m Breite mit vorgelagertem Graben festgestellt werden, auch ein zweiter Befestigungszug aus Wall und Graben ist vorhanden. Beide Wallzüge sind jedoch nicht geschlossen. Der östliche Bergsporn wird durch einen weiteren vorgelagerten Wallzug abgeriegelt. Das Tor zur Burg hat ehemals unterhalb des Westhangs gelegen.

## Persönlichkeiten
- Otto Siegfried Harnisch (1568–1623), Kantor, Kapellmeister und Komponist
- Arthur Wilke Freiherr von Bodenhausen (1860–1936), Kammerherr, Rittmeister und Abgeordneter des Provinziallandtages der Provinz Hessen-Nassau